# Championnat de Santa Catarina de football 2003
Navigation
Édition précédente Édition suivante
Le championnat de Santa Catarina de football de 2003 était la 78e édition du championnat de Santa Catarina de football. Il fut remporté par le club de Figueirense FC, qui remporte à cette occasion son 42e titre à ce niveau.

## Fonctionnement
Les 12 participants au championnat sont répartis en deux groupes de 6 équipes qui s'affrontent en matches aller et retour. Les trois premiers du groupe A (qui regroupe les meilleures équipes) et le premier du groupe B se qualifient pour le tournoi final à quatre, qui se déroule sous la forme d'un championnat avec matches aller et retour également. Le vainqueur de ce tournoi est déclaré champion.

## Clubs
En 2003, la division principale du championnat regroupait 12 équipes :
- Atlético Alto Vale (Rio do Sul)
- Atlético de Ibirama (Ibirama)
- Avaí FC (Florianópolis)
- Caxias FC (Joinville)
- Chapecoense (Chapecó)
- Criciúma EC (Criciúma)
- Figueirense FC (Florianópolis)
- Joinville EC (Joinville)
- CA Lages (Lages)
- CN Marcílio Dias (Itajaí)
- Tiradentes EC (Tijucas)
- Tubarão FC (Tubarão)

## Finale
En finale, Figueirense FC bat Caxias FC. Après deux matches aller et retour se terminant sur le score de 2-1 chacun et une prolongation s'achevant sur un 0-0, Figueirense est déclaré vainqueur car mieux classé sur la première phase.

## Sources
- (pt) Cet article est partiellement ou en totalité issu de l’article de Wikipédia en portugais intitulé « Campeonato Catarinense de Futebol de 2003 » (voir la liste des auteurs).